# Carl Hallak
Carl Hallak, né en septembre 1981 à Paris, est un comédien, metteur en scène, formateur et écrivain français, d'origine libanaise.

## Biographie
Il a été formé par Laurent Feuillebois et Olivier Hermel (théâtre Montansier, cours Marcelle Tassencourt, Versailles) et Hervélina Lemoine-Viskock (théâtre du Centaure).
Il a également été diplômé d'une maîtrise de droit à l'Université de Versailles-Saint-Quentin-en-Yvelines.
Il écrit et met en scène des pièces de théâtre : Le Clown est malade (2004), La Machine de monsieur César (2005) et Il était une foâ (2006), des spectacles musicaux : Et si on s'attendait ? ou encore Une étoile pour Noël (2003), conte de Noël créé au théâtre Montansier, à Versailles.
En 2000, il crée la Compagnie Scaramouche avec laquelle il met en scène Le Fils de Christian Rullier, Le Don d'Adèle de Barillet et Grédy, Scènes d'intérieur (collectif d'auteurs)…
De mars 2006 à septembre 2011, il est directeur artistique du Chapiteau de Porchefontaine, chapiteau de cirque installé de façon permanente dans un quartier de Versailles, destiné à l'accueil et à la production de spectacles jeune public (cirque et théâtre). Il y a créé et mis en scène Les Fables font leur cirque d'après Jean de La Fontaine (juin 2007), Les Contes de la rue Broca de Pierre Gripari (juin 2008).
En 2008, il fonde et codirige La Petite Compagnie, vouée à la production de spectacles essentiellement tournés vers le jeune public et le public scolaire. Avec cette nouvelle structure, il multiplie les interventions et les stages auprès des établissements scolaires.
En juin 2007, à l'occasion du Mois Molière (festival de théâtre organisé par la Ville de Versailles), il a joué 35 kilos d'espoir, un monologue mis en scène par Alix Crambert. Ce texte d'Anna Gavalda, qu'il est le premier à porter au théâtre, a triomphé au Pittchoun Théâtre lors du festival d'Avignon 2008, avant d'être repris au théâtre Essaïon à Paris 4e (où il restera à l'affiche pendant 3 ans), ainsi qu'en tournée en France, en Suisse, en Belgique et au Liban.
Il retrouve la direction d'Alix Crambert dans Journal d'un chat assassin adapté du roman d'Anne Fine et crée le rôle de Tuffy au Mois Molière à Versailles en juin 2010, avant de jouer au festival d'Avignon 2010, au théâtre Essaïon à Paris et en tournée en France et en Suisse…
Il joue en compagnie de Julie Duquenoÿ Affreux, sales et gentils en 2011 au chapiteau de Porchefontaine (Versailles), au Pittchoun Théâtre (Avignon), au théâtre Essaïon (Paris) et en tournée dans toute la France. La pièce, mise en scène par Patrick Courtois, est l'adaptation théâtrale du roman éponyme de Guillaume Guéraud.
En 2014, il adapte le roman Non Merci ! de Claudine Le Gouic-Prieto (Éditions Bayard Jeunesse). Il y interprète le jeune Théo, en fauteuil roulant, aux côtés de  Patrick Courtois, dans une mise en scène d'Alix Crambert.
En 2015, il met en scène Le Carnaval des animaux d'après l'œuvre de Saint-Saëns.
En 2016, il adapte et met en scène Histoire d'une mouette et du chat qui lui apprit à voler d'après le roman de Luis Sepúlveda qui connaît un vif succès au festival d'Avignon (Théâtre Arrache-Cœur).
Comme auteur, il a publié :
- Ado : quand les filles et les garçons cherchent à se rencontrer !, pièce à sketches, 1998
- Petite Mère veille, pièce de théâtre, 1999
- Adorables, pièce de théâtre, illustrations de Laetita Fabre-Aubespy, 2001
- Le Resto, nouvelle, dans le recueil Aux dernières Nouvelles, 2002
- Un dimanche sans toi, recueil de poésie, aux Éditions sonores Sous la Lime, 2022
- La famille Croquembouche, conte musical sur livre-CD, aux Éditions Grinalbert, 2023 ; coup de cœur de l'Académie Charles Cros dans la section Jeune public en 2024 ;
- Pas à pas, saynète dans le recueil Ados en scène 4 aux éditions L'Agapanthe & Cie, 2024

En 2010, il écrit pour la revue "Atelier Théâtre" éditée par l'Agapante & Cie, revue spécialisée dans la pédagogie du théâtre.
De 2012 à 2017, il est directeur du Centre culturel Jean Vilar de Marly-le-Roi, puis de 2017 à 2023, directeur du Théâtre Simone Signoret de Conflans-Sainte-Honorine.
En 2023, il succède à Emmanuel Plassard et prend la direction du Théâtre et Cinéma du Vésinet.